# Пруденшал плаза 2
Two Prudential Plaza — небоскрёб, состоящий из 64 этажей, расположенный в районе Луп города Чикаго, штат Иллинойс, построенный в 1990 году. 
При высоте в 995 футов (303 м), он является седьмым самым высоким зданием в Чикаго по состоянию на 2022 год и двадцать восьмым по высоте в Соединенных Штатах. До отметки 1 000 футов этому небоскребу не хватает всего 5 футов, что делает его самым близким к этой отметке среди всех зданий ниже 1 000 футов. Здание было построено в 1990 году и спроектировано фирмой Loebl Schlossman & Hackl, а главным дизайнером проекта выступил Стивен Т. Райт. Оно было удостоено восьми наград, включая приз лучшей конструкции, присужденный Ассоциацией инженеров-конструкционистов Иллинойса в 1995 году.

## Факты
- При высоте шпиля 303 метра является шестым по высоте зданием Чикаго и тринадцатым в США.
- Здание является обладателем восьми наград, включая The Best Structure Award, присуждённую в 1995 [1]
- Смежным с небоскрёбом является здание One Prudential Plaza, даже без шпиля высота здания все равно немного больше, чем вершина One Prudential Plaza.[1]
- Здание появляется в видеоигре Watch Dogs и в фильме 1994 года "Ричи Рич" как Rich Industries Inc.
- В здании расположены дипломатические миссии Канады[2] и КНР [3]

## История
Строительство началось в 1988 году, и в 1990-м Two Prudential Plaza был завершен. На момент окончания строительства Two Prudential был самым высоким зданием из армированного бетона в мире. Его характерная форма включает на северной и южной сторонах уступы в виде шеврона, пирамидальный пик, повернутый на 45 градусов, и шпиль высотой 80 футов (24 м).
Здание соединено с One Prudential Plaza (ранее известным как Prudential Building) с 1992 года. Даже без шпиля высота здания все равно немного больше, чем вершина One Prudential Plaza.
В мае 2006 года компания BentleyForbes, базирующаяся в Лос-Анджелесе и занимающаяся инвестициями в недвижимость, принадлежащая семье Фредерика Уэба, приобрела Two Prudential Plaza вместе с сестринским объектом One Prudential Plaza за 470 миллионов долларов.
В 2015 году BentleyForbes не выполнила обязательства по ипотеке на башни из-за Великой рецессии, и инвесторы из Нью-Йорка, компании 601W Companies и Berkley Properties, вложили более 100 миллионов долларов собственных средств для рекапитализации и взяли контроль над собственностью. BentleyForbes до сих пор имеет интерес в партнерстве владения.
Пруденшл-Плаза в Чикаго планировался как административный комплекс. Он состоит из двух башен, первая из которых была построена в 1955 году, вторая — в 1987 году. Комплекс располагается в окружении четырех больших улиц одна из которых, Норт-Стетсон-авеню, проходит вдоль Грант-Парка, тянущегося по берегу озера озера Мичиган. Благодаря такому местоположению с башни открываются великолепные виды на Мичиган-авеню, парк и озеро. Сегодня этот квартал является преддверием делового района, хотя прежде здесь проходила железная дорога, отчего приобретение земли и разрешения на строительство в этом районе первого небоскреба было сопряжено с огромными трудностями.

## Арендаторы
Генеральное консульство Канады в Чикаго расположено в помещении №2400. Флаг Канады поднимается рядом с флагом Соединенных Штатов со стороны площади Lake Street Plaza.
На девятом и двенадцатом этажах здания расположены офисы компании Audacy, включая WBBM, WBBM-FM, WBMX, WXRT, WUSN, WSCR и WCFS.
В здание расположен главный офис газеты "Chicago Tribune" и компании Tribune Publishing с момента переезда из Tribune Tower в июле 2018 года.

## В популярной культуре
Здание появляется в видеоигре Watch Dogs и в фильме 1994 года "Богатенький Ричи" как Rich Industries Inc.

## Галерея

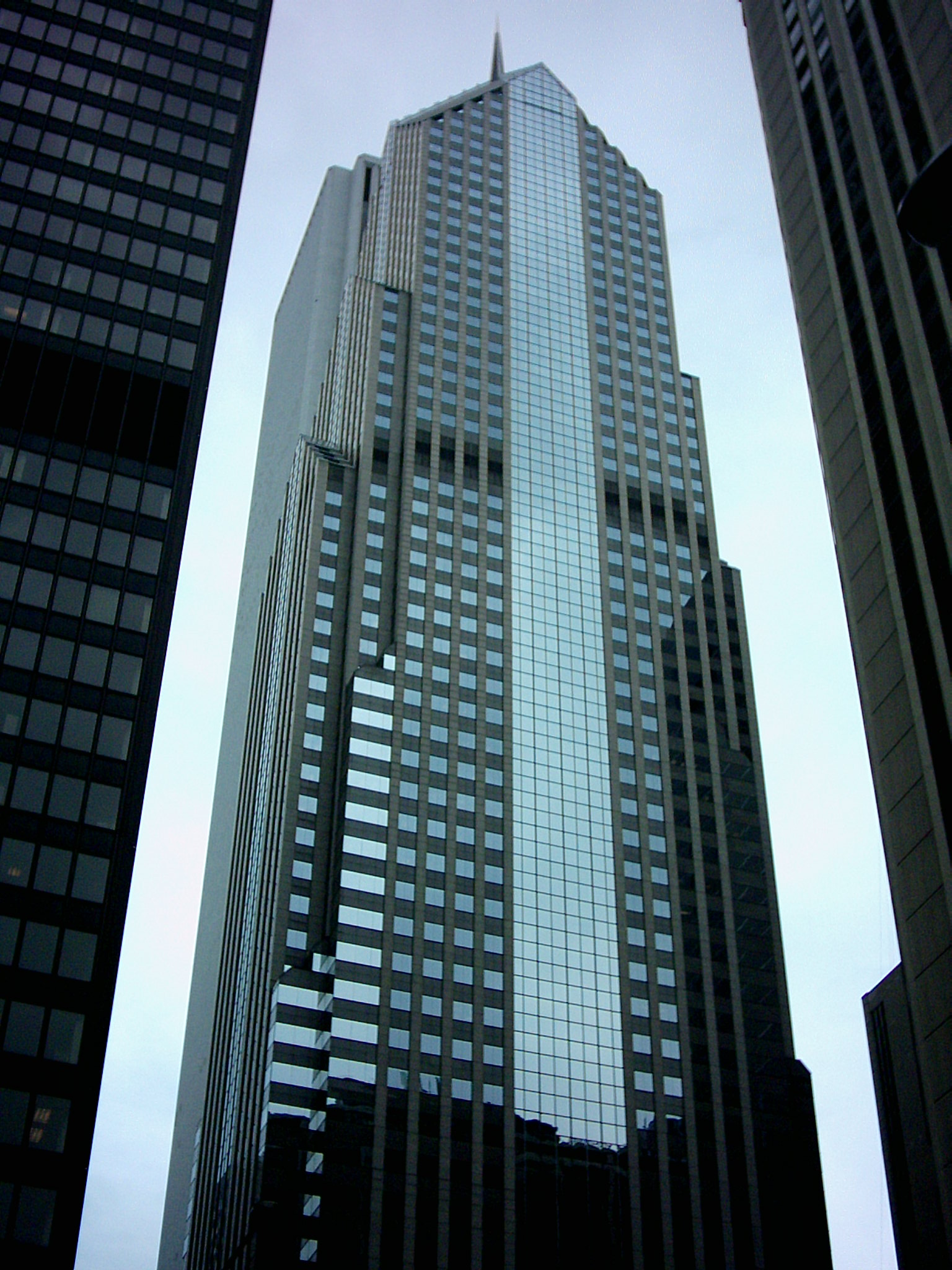
Two Prudential Plaza
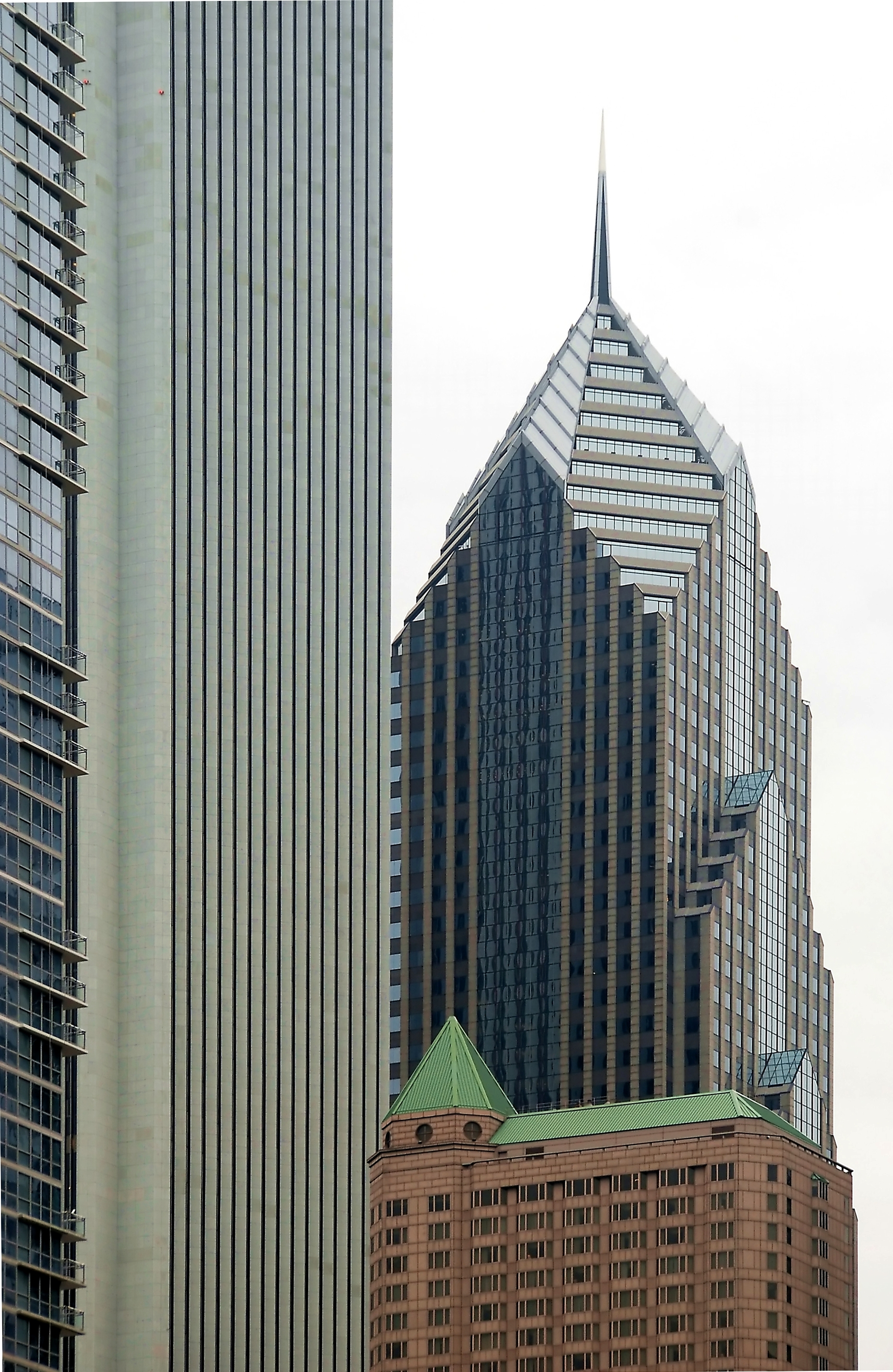
Вершина Two Prudential Plaza
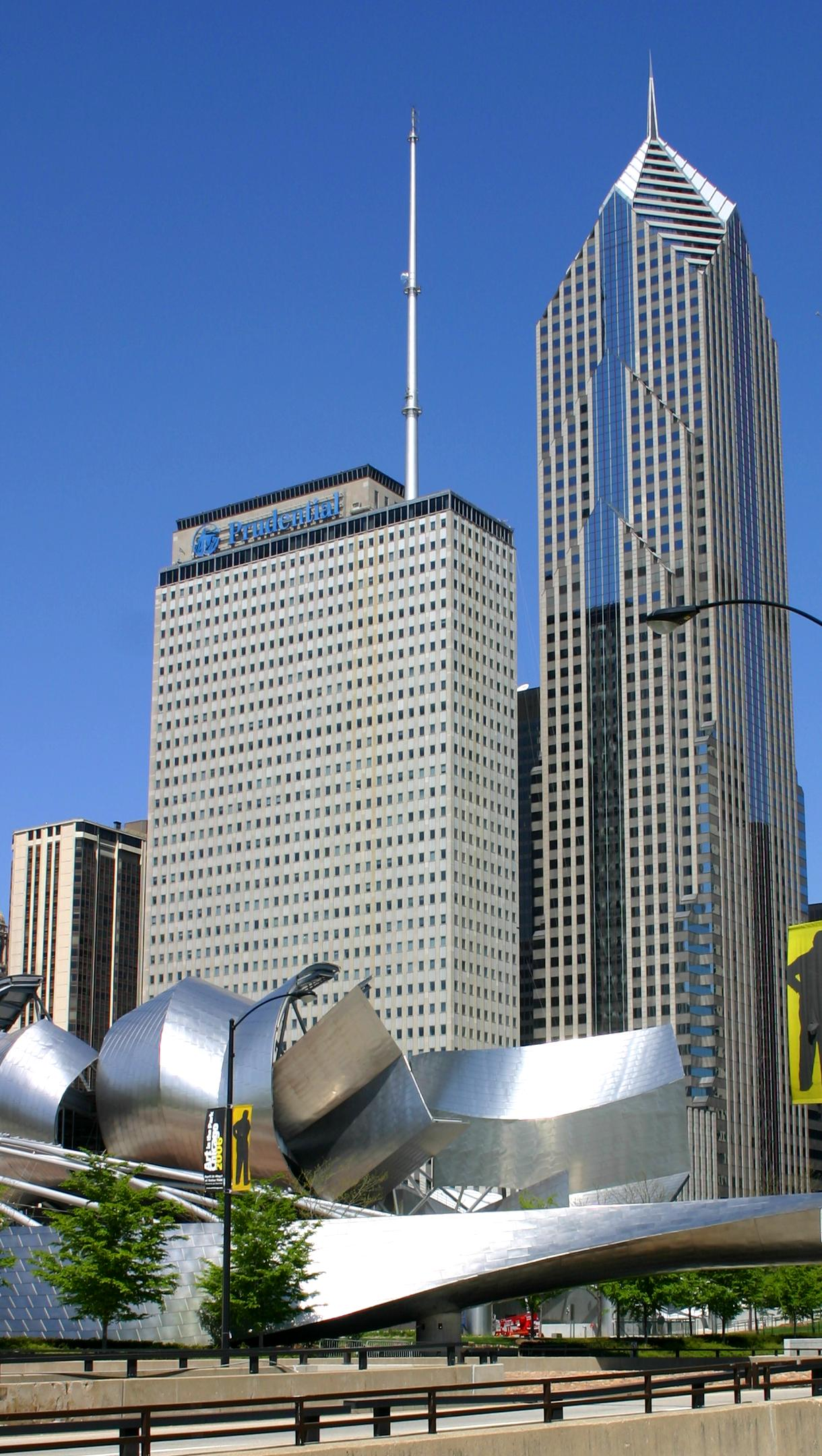
Здания Prudential (фото Jcrocker)
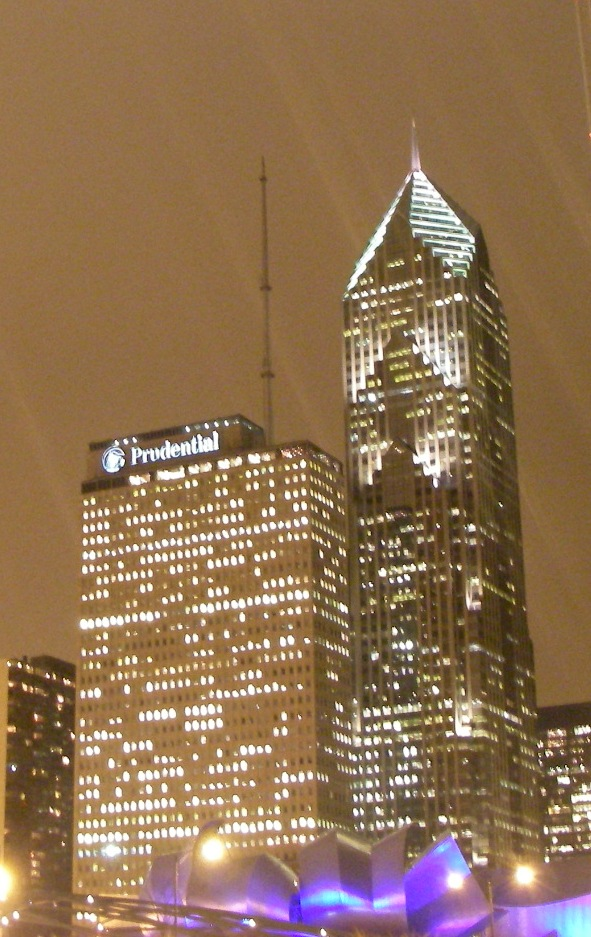
Здания Prudential ночью